# Hans Kurd von Reiswitz

Wappen der Freiherren von Reiswitz (n. E. H. Kneschke)

Alfred Ernst Hans Kurd (Johannes-Kurt) Freiherr von Reiswitz, auch Alfred Ernst Hans Kurd (Johann-Kurt) Freiherr von Reiswitz und Kaderžin (* 9. Januar 1878; † 22. November 1949 in London) war ein deutscher Diplomat und Offizier.

## Leben
Hans Kurd von Reiswitz war ein Sohn des Regierungspräsidenten Kurt von Reiswitz, teils auch Freiherr Kurd von Reiswitz (1847–1918), und dessen Ehefrau Klara (Clara) Mathilde Freiin von Lorenz (1845–1921). Die Eltern heirateten im Herbst 1876. Hans Kurd, zumeist Johannes-Kurt oder Johann-Kurt geschrieben, hatte zwei Schwestern und einen Bruder. Seine Tante Eva war mit dem Grafen Heinrich Bethusy-Huc, zuletzt Oberst, verheiratet. Innerhalb seiner Adelsfamilie galt er als juristischer Ratschlaggeber. Daneben war er Mitglied im Deutschen Herrenklub.
Reiswitz amtierte unter anderem von 1932 bis 1935 als deutscher Botschafter in Santiago de Chile. 1934 wurde er in den einstweiligen Ruhestand geschickt und 1937 in den endgültigen Ruhestand versetzt. 1952 wurde er im Wege der Wiedergutmachung postum zum Botschafter ernannt. Johann-Kurt von Reiswitz war Rechtsritter des Johanniterordens.
Bereits 1910 hatte er in Capellen bei Antwerpen die belgische Staatsbürgerin Violet Martens (* 1888) geheiratet. Das Ehepaar hatte keine Nachfahren und lebte Anfang der 1940er Jahre im oberbayrischen Traunsdorf bei Traunstein. Reiswitz hatte zwei Schwestern und einen jüngeren Bruder, der Offizier war.